# 阿部牧場
有限会社阿部牧場（あべぼくじょう、Abe Farm Inc.）は、熊本県阿蘇市にある乳製品を製造・販売する企業。2000年よりオリジナルミルクブランドASOMILKを展開。牛乳・乳飲料などの市乳事業、アイスクリーム、ソフトクリーム、などを手掛ける。

## 受賞歴
2011年（平成23年）
牛乳瓶のパッケージデザインで「ペントアワード2011 食品、日用品部門 金賞」を受賞（オヘソノデザイン）。
2012年（平成24年）
国際味覚審査機構iTQi2012にて最優秀味覚賞2つ星をASOMILK低温殺菌牛乳で受賞
2013年（平成25年）
国際味覚審査機構iTQi2013にて最優秀味覚賞3つ星をASOMILK低温殺菌牛乳で受賞
2013年（平成25年）
国際味覚審査機構iTQi2013にて最優秀味覚賞3つ星をASOMILKのむヨーグルトで受賞

## 主な商品
- ASOMILK 低温殺菌牛乳
- ASOMILK のむヨーグルト
- 阿蘇ミルクアイス
- ソフトクリーム